# Władimir Azin
Władimir Michajłowicz Azin, łot. Voldemārs Āziņš (ur. 26 września 1895 w Martianowie w guberni witebskiej, zm. 18 lutego 1920 w stanicy Tichorieckiej) – radziecki wojskowy narodowości łotewskiej, uczestnik wojny domowej w Rosji po stronie czerwonych.

## Życiorys
Ukończył z wyróżnieniem szkołę miejską w Pskowie, następnie pracował w magazynie kupieckim oraz w tkalni. W styczniu 1916 zmobilizowany do wojska rosyjskiego, po rewolucji październikowej organizował oddziały Czerwonej Gwardii i brał udział w walkach z Niemcami pod Pskowem na początku 1918. Wiosną tego samego roku, już po zawarciu z Niemcami pokoju brzeskiego, przybył do Wiatki na czele batalionu złożonego z Łotyszy i dowodził nim na froncie wschodnim. W sierpniu 1918 mianowany dowódcą Grupy Arskiej w czerwonej 2 Armii, w kolejnym miesiącu na jej czele brał udział w operacji kazańskiej. Następnie na czele dywizji brał udział w dalszym marszu czerwonych na wschód, podczas którego zdobyte zostały kolejno Sarapuł, Wotkińsk oraz Iżewsk. Został odznaczony Orderem Czerwonego Sztandaru.
Od grudnia 1918 dowodził 28 Dywizją Strzelecką. Razem z nią wiosną i latem brał udział w kontrofensywie Frontu Wschodniego Armii Czerwonej oraz w dalszych operacjach, w toku których biali dowodzeni przez adm. Aleksandra Kołczaka zostali zmuszeni do wycofania się za Ural. Jego dywizja brała udział w operacjach permskiej i jekaterynburskiej. 
W końcu września 10 Armia, do której włączona została 28 dywizja, została przeniesiona na Front Południowy do walki z Siłami Zbrojnymi Południa Rosji dowodzonymi przez gen. Antona Denikina. Była to część większej reorganizacji sił czerwonych przeprowadzanej w celu powstrzymania ofensywy Denikina na Moskwę. We wrześniu 1919 roku 28 dywizja walczyła na odcinku carycyńskim, gdzie Azin został ranny w rękę. 
W lutym 1920, już po odparciu ofensywy Denikina, 10 Armia prowadziła działania ofensywne mające na celu wyparcie białych z Północnego Kaukazu i ich rozbicie (operacja północnokaukaska, operacja dońsko-manycka). Podczas kolejnej operacji, tichorieckiej, 18 lutego 1920, Azin został wzięty do niewoli, a następnie zamordowany przez białych.